# SRA1
SRA1 (англ. Steroid receptor RNA activator 1) – білок, який кодується однойменним геном, розташованим у людей на короткому плечі 5-ї хромосоми. Довжина поліпептидного ланцюга білка становить 236 амінокислот, а молекулярна маса — 25 673.
| 10         |  | 20         |  | 30         |  | 40         |  | 50         |
| ---------- |  | ---------- |  | ---------- |  | ---------- |  | ---------- |
| MTRCPAGQAE |  | VEMAELYVKP |  | GNKERGWNDP |  | PQFSYGLQTQ |  | AGGPRRSLLT |
| KRVAAPQDGS |  | PRVPASETSP |  | GPPPMGPPPP |  | SSKAPRSPPV |  | GSGPASGVEP |
| TSFPVESEAV |  | MEDVLRPLEQ |  | ALEDCRGHTR |  | KQVCDDISRR |  | LALLQEQWAG |
| GKLSIPVKKR |  | MALLVQELSS |  | HRWDAADDIH |  | RSLMVDHVTE |  | VSQWMVGVKR |
| LIAEKRSLFS |  | EEAANEEKSA |  | ATAEKNHTIP |  | GFQQAS     |  |            |

A: Аланін

C: Цистеїн

D: Аспарагінова кислота

E: Глутамінова кислота

F: Фенілаланін

G: Гліцин

H: Гістидин

I: Ізолейцин

K: Лізин

L: Лейцин

M: Метіонін

N: Аспарагін

P: Пролін

Q: Глутамін

R: Аргінін

S: Серин

T: Треонін

V: Валін

W: Триптофан

Кодований геном білок за функціями належить до рибонуклеопротеїнів, рецепторів, активаторів, фосфопротеїнів. 
Задіяний у таких біологічних процесах, як апоптоз, транскрипція, регуляція транскрипції, поліморфізм. 
Локалізований у цитоплазмі, ядрі.